# 717
Cette page concerne l'année 717  du calendrier julien. Pour l'année 717 av. J.-C., voir 717 av. J.-C.  Pour l'avion, voir Boeing 717.
L'année 717 est une année commune qui commence un vendredi.

## Événements

### Asie
- Politique de conversion des Hindous dans le Sind sous le règne du calife Umar II. Quelques chefs hindous, comme Jaisimha, le fils de Raja Dâhir, se convertissent à l’islam[1].
- Début du règne de Sou-lou, Kaghan des Türgech (fin en 738)[2].
- Ambassade du Japon en Chine (717-718)[3]
- Fondation au Japon de l'auberge Hoshi Ryokan, plus vieille entreprise du monde encore en activité.
- Selon le Qissa-i Sanjan (« légende de Sanjan », XVIe - XVIIIe siècle), les Pârsî, des Perses zoroastriens fuyant l'avancée des Arabes, s'installent en Inde[4].
- Lors de la bataille d'Aksou dans l'actuel Xinjiang, les Omeyyades affrontent les troupes des Tang, qui mettent en déroute les Arabes et les obligent à se replier.

### Proche-Orient
- 3 octobre : mort de Sulayman ben Abd al-Malik, calife de Damas[5]. Umar ibn Abd al-Aziz, est désigné pour lui succéder (fin de règne en 720). Il encourage les conversions. Ses envoyés en province essayent d’apprendre aux populations locales comment se comporter en musulmans. Des mesures restrictives sont prises à l’égard des dhimmî (non-musulmans, voir pacte d'Umar), une réforme fiscale est amorcée en faveur des mawâlî (convertis).
- 24 décembre : un tremblement de terre au nord de la Syrie détruit les églises d'Edesse[6].

### Europe
- 21 mars : bataille de Vinchy : Charles Martel vainc les Neustriens. Il dévaste les environs de Paris et s’empare du trésor de Pépin II de Herstal détenu par Plectrude[7].
  - Charles Martel, revenu en Austrasie après sa victoire, fait proclamer roi le mérovingien Clotaire IV[8]. Il dépose l’évêque de Reims, Rigobert, qui ne l’avait pas soutenu, et donne son évêché à Milon, évêque de Trèves, au mépris du droit canon[9].
  - Pour augmenter le nombre de leurs vassaux sans diminuer leur fortune personnelle, Charles Martel et son fils Pépin le Bref nomment des abbés et des évêques laïcs pour jouir des revenus des terres ecclésiastiques ou bien accordent directement ou indirectement à leurs fidèles, en bienfaits, la jouissance de terres d’Église. Les troupes ainsi rémunérées dépassent largement les effectifs réunis par leurs adversaires.
- 25 mars : l'empereur byzantin Théodose III est obligé d'abdiquer. Léon III l'Isaurien est couronné empereur (fin en 740)[10].
- 15 août : une armée musulmane de 80 000 hommes et une flotte de 1800 navires, dirigée par Maslama, assiège Constantinople. Le siège sera levé le 15 août 718 par Léon III grâce au feu grégeois et à l’alliance conclue avec les Bulgares[11]. C’est la dernière attaque tentée par les Arabes contre la ville.
- Eudes est reconnu roi d'Aquitaine par Chilpéric II en échange de son alliance contre Charles Martel[12].
- Loi des Alamans (717-719)[13].
- Les duchés lombards de Bénévent et de Spolète attaquent les possessions byzantines en Italie[14].
- Le moine Petronax organise la reconstruction de l’abbaye du Mont-Cassin[15].